# Leptostylus petulans
Leptostylus petulans är en skalbaggsart som beskrevs av Bates 1885. Leptostylus petulans ingår i släktet Leptostylus och familjen långhorningar.
Artens utbredningsområde är:
- Costa Rica.
- Panama.

Inga underarter finns listade i Catalogue of Life.